# オントンジャワ環礁
オントンジャワ環礁（オントンジャワかんしょう、英語: Ontong Java Atoll）は南西太平洋ソロモン諸島領の環礁。ルアンギウア（Luangiua）とも呼ばれる。世界でも最大級の環礁である。ロード・ハウ環礁と呼ばれることもあるが、ロード・ハウ島との混乱を招きやすい。

## 概要
行政的にはソロモン諸島のマライタ州の辺境部であり、この国の北端の地となっており、サンタイサベル島の北部から北北東250km程の位置に存在する。一番近い陸域はヌクマヌ環礁であり、オントンジャワ環礁北端から北に40km程しか離れておらず歴史的に密接に関係しているが現在はパプアニューギニア領となっている。
オントンジャワ環礁はおおむねブーツ型である。環礁の合計面積は1400km2ほどであるが、陸地面積は12km2程度である。122以上の小島が点在する。島は環礁州島であり、標高は低く、最高標高でも13m程度である。
おおよそ2000人が環礁に居住し、住民が多く住む村が2箇所あり、東端のルアニウア（Luaniua）島に約1200人、北東のペラウ（Pelau）島に約800人が居住しており、人口は密集している。

## 歴史
この島にはおおよそ2000年前にポリネシア人が定住を始めたとされる。主な文化と交易はヌクマヌ環礁の住民との間で行われ、両環礁の住民は多くの文化的類似性を共有している。
最初の欧州人による発見はスペイン人探検家のアルバロ・デ・メンダーニャ・デ・ネイラによる1568年2月1日の発見の可能性が非常に高い。彼らは環礁の島々をスペイン語で「聖燭祭の聖女の集まり」を意味する「Bajos de la Candelaria」として記している。その後の欧州人による検証可能な発見は1643年のアベル・タスマンによるものであり、彼によってオントンジャワと名づけた。しかし、1791年のジョン・ハンターによる上陸まで島に足を踏み入れた欧州人はおらず、彼はこの環礁をロード・ハウ環礁と名づけている。1893年にドイツ帝国が環礁の諸島を併合し、1899年にイギリスに譲渡された。
現在の環礁の住民はココヤシとタロイモの栽培や漁業によって自給自足の生活をしている。2005年に禁止されるまで、主な収入源はナマコとニシキウズガイ属の貝の香港への輸出であった。 また、コプラの生産なども行っている。エリグロアジサシなど多種多数の海鳥が生息しており、繁殖地ともなっている。

## 住民

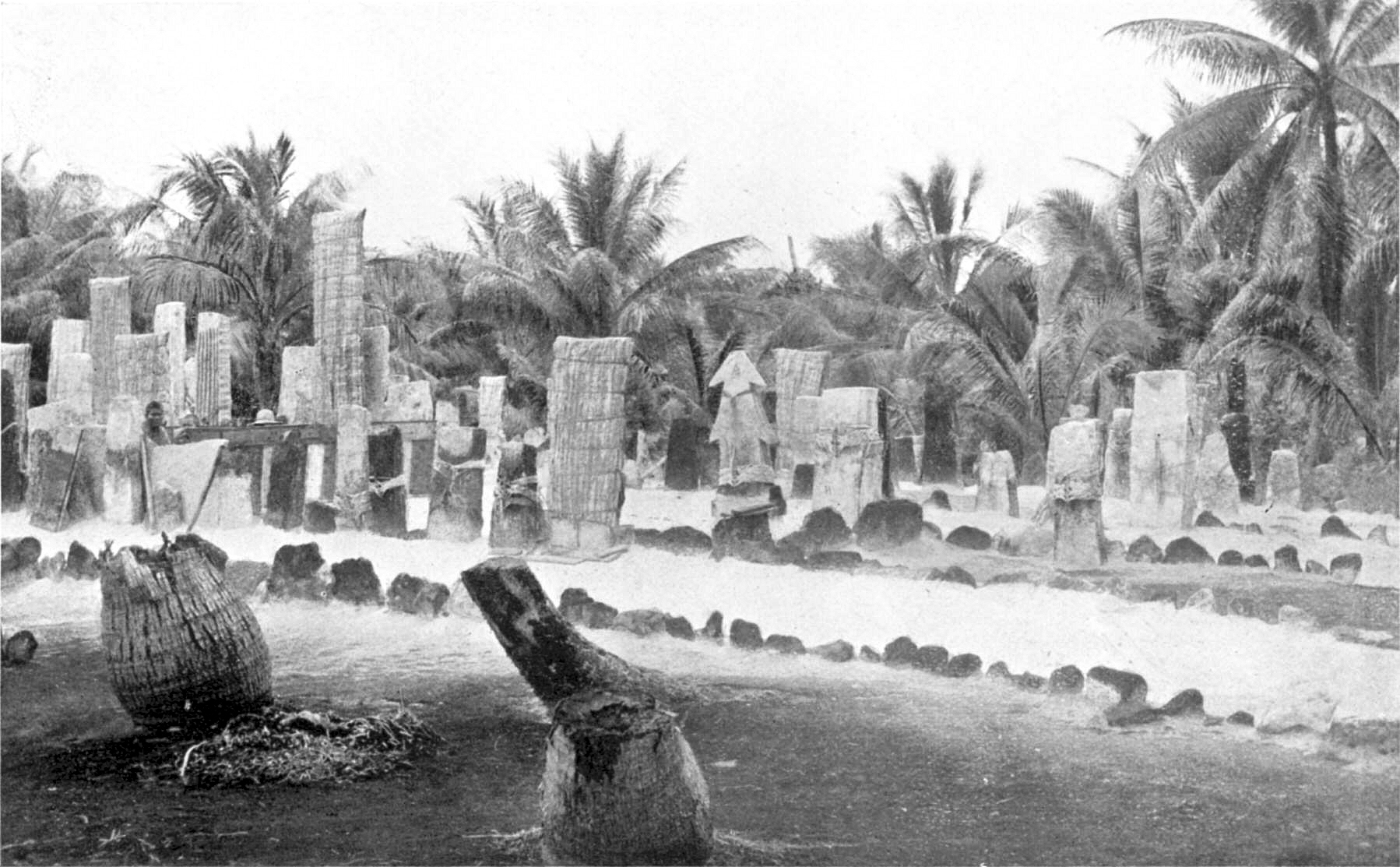
ルアニウアの大きな墓地、宣教師ジョージ・ブラウンによる撮影

オントンジャワは域外ポリネシアであり、ソロモン諸島に近いメラネシア諸島の位置にあるにもかかわらず、住民はポリネシア系の特性を保持している。以前は男女共に体中に精緻な刺青を入れていたとされる。環礁内ではポリネシア諸語のエリス諸語に属するオントンジャワ語が使われており、2大人口集積地のルアニウアとペラウのそれぞれで方言が使われる。
19世紀半ばにイギリスの宣教師ジョージ・ブラウンが島を訪れ、ポリネシア人の住民について書いており、"Lua Niua"などの場所に触れている。彼はオントンジャワにおける二集団制の社会様式について記録しており、これに基づいて、サモアでも同様に族外婚集団がかつて存在していた考えられると推論している 。
住民の最初の詳細な研究は1908年から1910年の間に行われたドイツ南洋科学遠征の間にドイツの民族誌学者Ernst SarfertとHans Dammによって行われた。遠征ではオントンジャワとヌクマヌの両環礁に訪れ、研究を行い、研究結果の"Luangiua und Nukumanu"は1931年に公表された。彼らは環礁の名前とされるロード・ハウもオントンジャワも間違っていると主張し、研究の中ではこの環礁をLuangiuaと呼んでいる。
ジャック・ロンドンは最初この環礁をウーロン(Oolong)環礁と呼んでいた。後に彼は小説で以下のように書いている。
1927年にシドニー大学の人類学者イアン・ホグビンが訪れており、1934年に研究結果が発表された。

## 註
1. ↑  Tim Bayliss-Smith et al. Managing Ontong Java: Social institutions for production and governance of atoll resources in Solomon Islands
2. ↑  Sarfert, Ernst, and Hans Damm. "Luangiua und Nukumanu." Ergebnisse der Südsee Expedition, 1908-1910. Hamburg 1931
3. ↑  Sarfert, Ernst, and Hans Damm. "Luangiua und Nukumanu." Ergebnisse der Südsee Expedition, 1908-1910. Hamburg 1931. Vol I
4. ↑  Sharp, Andrew The discovery of the Pacific Islands Oxford, 1960, pp.43,44.
5. ↑  Brand, Donald D. The Pacific Basin: A History of its Geographical Explorations The American Geographical Society, New York, 1967, p.133.
6. ↑  Tattoo history of Western Oceania
7. ↑  Ethnologue - Ontong Java Language
8. ↑  George Brown, Melanesians and Polynesians, p. 414, ISBN 978-1-152-66889-8
9. ↑  Introduction to the History of Religions - Handbooks on the History of Religions, Volume IV, Crawford Howell Toy
10. ↑  Gary Riedl & Thomas R. Tietze (editors), Jack London's Tales of Cannibals and Headhunters: Nine South Seas Stories by America's Master of Adventure ISBN 978-0-8263-3791-7
11. ↑  Jack London, Mauki.
12. ↑  Hogbin, H. Ian. "Transition Rites at Ontong Java." Oceania 1: 399-425. 1930

## 文献
- Hogbin, H. Ian. "The Social Organization of Ontong Java." London 1931
- Hogbin, H. Ian. "Transition Rites at Ontong Java." Oceania 1: 399-425. 1930
- Sarfert, Ernst, and Hans Damm. "Luangiua und Nukumanu." Ergebnisse der Südsee Expedition, 1908-1910. Hamburg 1931